# Châu Thanh
Châu Thanh sinh năm 1957 tại Tây Ninh tên khai sinh là Trần Tuấn Kiệt, là một nghệ sĩ cải lương nổi tiếng của Việt Nam, ông còn được đồng nghiệp và khán giả mệnh danh là "Ông vua hơi dài" bởi cách vào vọng cổ hơi dài độc đáo. Châu Thanh là nghệ sĩ được khán giả yêu mến qua các vở tuồng nổi tiếng như Bước Chân Xuất Thế, Cây Uyên Ương, Đưa Em Về Quê Mẹ, Chiến Công Thầm Lặng và đặc biệt nhất là "Vụ án Mã Ngưu" vở tuồng cháy vé và ăn khách nhất thập niên 80.
Châu Thanh là con thứ hai trong gia đình có 6 anh em, gồm 4 trai và 2 gái. Từ nhỏ, anh đã được ba mẹ và người thân yêu thương gọi bằng cái tên thân mật "Ba Kiệt". Châu Thanh là nghệ sĩ được khán giả yêu mến qua vở tuồng xã hội "Vụ án Mã Ngưu" và anh được xem là 1 trong những người ở Việt Nam có làn hơi dài nhất. Nghệ sĩ Châu Thanh thường hay có những cách hát mới lạ và mọi người thường gọi đó là "Trường Phái Châu Thanh". Năm 1985 Châu Thanh và Phượng Hằng được tác giả Đăng Minh viết và đóng chính cho vở tuồng "Vụ Án Mã Ngưu" vở tuồng đã làm nên tên tuổi và đưa cặp đôi lên hàng đầu, sau khi được công diễn vở tuồng ngay lập tức trở thành một hiện tượng, càn quét các tụ điểm, đoàn hát và cháy vé vào thời điểm đó. Châu Thanh & Phượng Hằng được khán giả gọi là Cặp đôi Sóng thần của giới sân khấu Cải lương.

## Tiểu sử và sự nghiệp
Châu Thanh về hát cho Đoàn Cải lương Cao Nguyên, bắt đầu luyện hơi dài. Vào năm 1987 anh được lời mời gia nhập Đoàn Cải lương Trung Hiếu và bắt đầu khẳng định tên tuổi một nghệ sĩ có giọng ca hơi dài ấn tượng và có nét riêng biệt trong cách ca, xử lý ngân luyến với nghệ danh Châu Thanh. Gần 45 năm theo nghề, nghệ sĩ Châu Thanh đã tạo được nhiều dấu ấn trong hoạt động nghệ thuật. Khán giả luôn nhớ đến anh qua chất giọng trầm ấm và cách vào vọng cổ hơi dài. Sinh ra và lớn lên tại xã Phước Chỉ, huyện Trảng Bàng, tỉnh Tây Ninh, anh là con thứ ba trong một gia đình có 6 anh em. Cuộc sống gia đình nông thôn nghèo khổ và vất vả đã hun đúc trong anh niềm khát khao làm nghệ sĩ để giúp gia đình thoát khổ. Châu Thanh học tới lớp 10 rồi thôi học ở nhà giúp cha mẹ trong việc đồng áng. Vì có cha là nhạc sĩ tài tử nên Châu Thanh học và ca thông thạo các bài bản cổ nhạc. Năm 16 tuổi Châu Thanh đã biết đàn guitar phím lõm, anh ca hay, đờn giỏi từ khi còn nhỏ.
Trong cuối thập niên 80, cụ thể từ năm 1987, giới nghệ thuật cải lương bắt đầu có hiện tượng mới đó là những nghệ sĩ ca vọng cổ dài hơi gây chấn động khán giả. Hai nghệ sĩ Châu Thanh và Phượng Hằng thuộc đoàn cải lương Trung Hiếu với vở tuồng Vụ Án Mã Ngưu của soạn giả Đăng Minh. Vở tuồng Vụ án Mã Ngưu từng một thời gây cơn sốt vé ở những rạp hát mà đoàn cải lương Trung Hiếu trình diễn và đưa tên tuổi Châu Thanh - Phượng Hằng lên hàng ngôi sao. Cặp đôi làm mưa làm gió, ăn khách nhất vào cuối thập niên 80, cặp đôi Châu Thanh - Phượng Hằng là cặp đôi Cải lương cháy vé nhất thời điểm đó và họ còn được khán giả mệnh danh là Cặp đôi Sóng Thần.

## Biểu diễn trực tiếp
Ngày 20/12/2009, Châu Thanh lần đầu tiên tổ chức liveshow kỷ niệm 30 năm ca hát mang tên "Trọn Đời Tri Ân" thu hút hơn 2.500 khán giả được diễn ra tại sân khấu Cầu Vồng 126 với sự tham gia của nhiều nghệ sĩ, ca sĩ, diễn viên tên tuổi: NSND Diệp Lang, NSND Lệ Thủy, NSƯT Thanh Kim Huệ, Danh hài Bảo Quốc, NSƯT Phượng Hằng, NSƯT Cẩm Tiên, Danh hài Hoài Linh, Danh hài Hoàng Sơn, Cẩm Ly...

Châu Thanh là nghệ sĩ cải lương đầu tiên tổ chức liveshow tại sân khấu Cầu Vồng 126, được biết đây là một trong hai sân khấu ngoài trời lớn nhất TP. Hồ Chí Minh với sức chứa 2.500 chỗ ngồi.

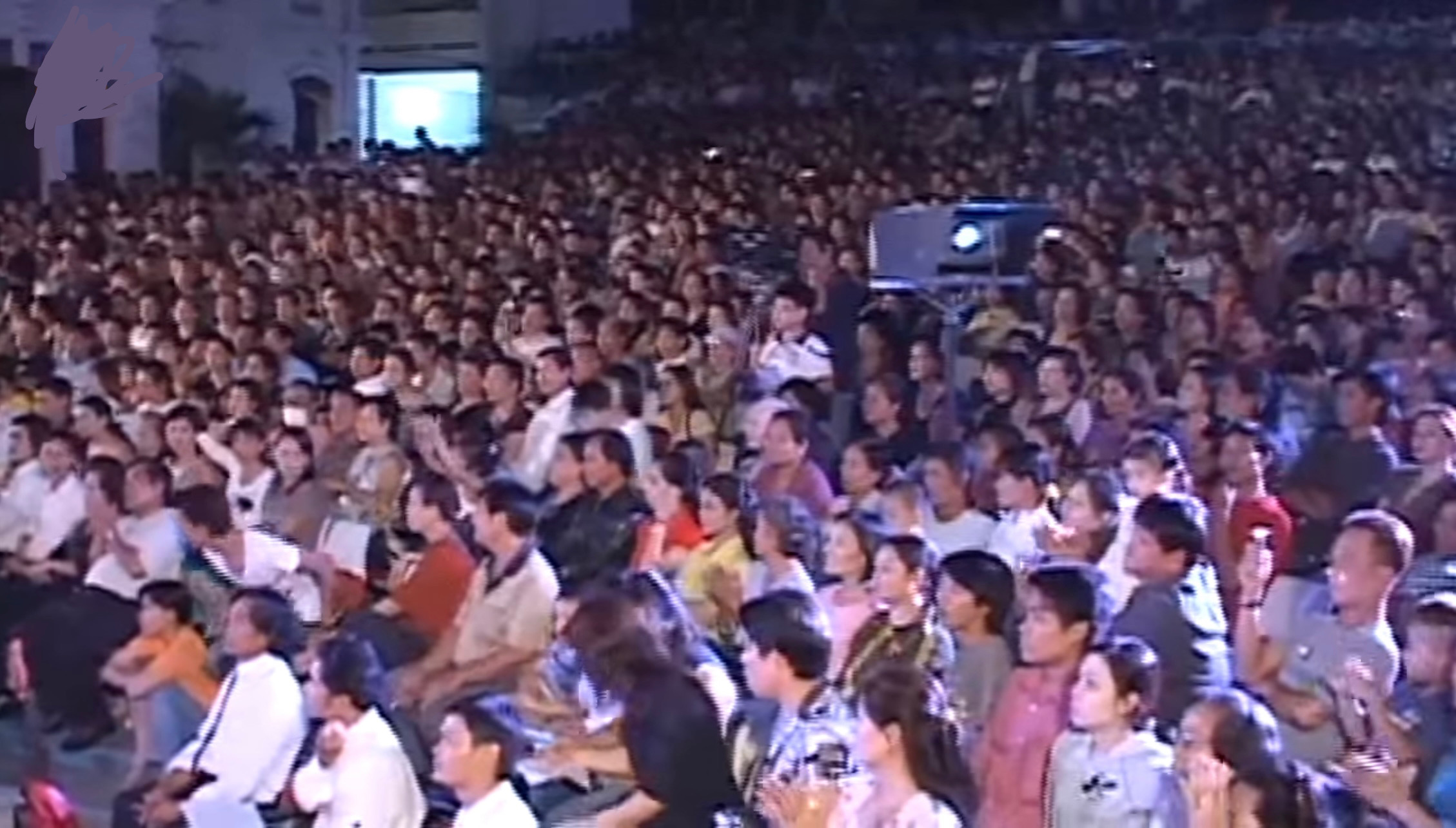
Hơn 2.500 khán giả tham dự Liveshow Châu Thanh 2009

## Các vai diễn nổi bật
- Vụ Án Mã Ngưu (vai Quách Vương)
- Cây Uyên Ương (vai Trần Giã)
- Khi Rừng Thu Thay Lá (vai Trăng Y Miên)
- Ta Tắm Ao Ta (vai Út Nghé - Thanh Châu) 
- Bước Chân Xuất Thế (vai Thái tử Tất Đạt Đa)
- Tầm Ánh Đạo Vàng (vai Đức Phật Thích Ca)
- Lệnh Truy Nã (vai Thái Salem)
- Khi Người Điên Biết Yêu (vai Phê)
- Quan Âm Tóc Rối (vai Toàn)
- Tình Ca Biên Giới (vai Hà Mẫn Xuyên)
- Hoa Nở Lối Xưa (vai Nguyễn Chi)
- Bão Cuối Mùa (vai Quỳnh Đường)
- Tên Sở Khanh (vai Lữ Sơn)
- Nước Mắt Thằng Gù (vai Đỗ Phước)
- Nàng Sa-Rết
- Mái Tóc Người Vợ Trẻ

## Chương trình truyền hình
| Năm  | Tên chương trình                      | Vai trò            | Kênh               | Ghi chú                                       |
| ---- | ------------------------------------- | ------------------ | ------------------ | --------------------------------------------- |
| 2011 | Thăm Nhà Người Nổi Tiếng              | Khách mời          | THVL1              |                                               |
| 2011 | Tài Tiếu Tuyệt (Mùa 1 - Tập 12)       | Khách mời          | HTV2               |                                               |
| 2014 | Vượt Lên Chính Mình (Số 47)           | Khách mời          | HTV7               |                                               |
| 2017 | Sao Nối Ngôi (Mùa 2)                  | Phụ huynh thí sinh | THVL1              | Phụ huynh của thí sinh (Ca sĩ Châu Ngọc Tiên) |
| 2018 | Hát Câu Chuyện Tình (Tập 13 - Phần 1) | Khách mời          | HTV7               |                                               |
| 2018 | Ca Sĩ Bí Ẩn (Mùa 2 - Tập 3)           | Khách mời          | HTV7               | Tham gia cùng NSƯT Cẩm Tiên                   |
| 2018 | Vọng Cổ Online (Tập 1)                | Khách mời          | NSND Bạch Tuyết    |                                               |
| 2019 | Ký Ức Vui Vẻ (Mùa 2 - Tập 4)          | Khách mời          | HTV3               | Đội MC Thanh Bạch                             |
| 2020 | Ngôi Sao Đương Thời (Tập 18)          | Khách mời          | THVL1              | Tham gia cùng NSƯT Phượng Hằng                |
| 2021 | Lời Tự Sự                             | Khách mời          | VTV3               |                                               |
| 2021 | Duyên Phận (Tập 6)                    | Khách mời          | VTV9               |                                               |
| 2021 | Giải Mã Tri Kỷ (Tập 110)              | Khách mời          | THVL1              | Tham gia cùng con gái Ca sĩ Châu Ngọc Tiên    |
| 2021 | Dấu Ấn Huyền Thoại                    | Khách mời          | HTV7               | Tham gia cùng NSƯT Phượng Hằng                |
| 2021 | Sô Diễn Cuộc Đời                      | Khách mời          | HTV7               |                                               |
| 2021 | Gõ Cửa Thăm Nhà #90                   | Khách mời          | MCVMedia           |                                               |
| 2022 | Ngôi Sao Miệt Vườn (Mùa 1)            | Giám khảo          | Khương Dừa Channel |                                               |
| 2022 | Tình Làng Nghĩa Xóm (Tập 2)           | Khách mời          | HTV7               |                                               |
| 2023 | Người Kể Chuyện Đời 39                | Khách mời          | MCVMedia           |                                               |
| 2023 | Ngôi Sao Miệt Vườn (Mùa 2)            | Giám khảo          | Khương Dừa Channel |                                               |
| 2024 | Học Viện Cải Lương                    | Giám khảo          | Today TV - You TV  |                                               |
| 2024 | Ngôi Sao Miệt Vườn (Mùa 3)            | Giám khảo          | Khương Dừa Channel |                                               |
| 2025 | Giọng Ca Tài Năng Việt (Mùa 3)        | Giám khảo          |                    |                                               |

## Cuộc sống gia đình
Châu Thanh lập gia đình khá sớm. Vào năm 1982 anh kết hôn với vợ là nghệ sĩ Ngọc Huyền Châu (đào chánh đoàn Cao Nguyên). Châu Thanh và vợ quen biết khi anh ra bến xe trở về quê. Thời điểm này vợ của nghệ sĩ Châu Thanh là con nhà giàu và có rất nhiều người vây quanh, anh lại chưa có sự nghiệp trong tay. Nhưng với sự kiên trì, cuối cùng để chinh phục được vợ, nghệ sĩ Châu Thanh đã phải thuyết phục, lấy lòng bà ngoại của nghệ sĩ Ngọc Huyền Châu.
Khi đã có với nhau 2 con thì Châu Thanh và vợ chia tay, Châu Thanh nuôi con trai lớn Châu Tuấn còn vợ nuôi con gái lớn ca sĩ Châu Ngọc Linh (đang sinh sống tại Hoa Kỳ). Sau 10 năm chia tay cả 2 nối lại tình xưa và tiếp tục có thêm 2 người con người con đó là con gái thứ 2 ca sĩ Châu Ngọc Tiên và con trai út Châu Bảo (hiện đang du học tại Hoa Kỳ). 